# Maktum ibn Rashid al Maktoum
Maktum ibn Rashid al Maktoum, född 15 augusti 1943 i Al Shindagha, Dubai, död 4 januari 2006 i Gold Coast, Queensland, Australien, var vicepresident och regeringschef i Förenade Arabemiraten samt emir och regent i emiratet Dubai 1990–2006. Han tjänade som landets regeringschef första gången från 9 december 1971 till 25 april 1979, då han ersattes av sin far Rashid bin Said Al Maktoum. Efter dennes död 7 oktober 1990 tillträdde han åter som regeringschef, en nyckelpost i landet som han innehade fram till sin död.
Han var en av världens rikaste män och hans förmögenhet uppskattades till cirka 102 miljarder kronor.
Hans ende son, Rashid bin Maktoum bin Rashid al Maktoum, omkom i en trafikolycka år 2000, endast 22 år gammal. Som regent i Dubai efterträddes han därför av sin yngre bror Mohammed bin Rashid Al Maktoum.